# Adelaide Oval
Adelaide Oval är en idrottsarena i Adelaide i delstaten South Australia med kapacitet för 53 583 åskådare. Den används huvudsakligen för cricket och australisk fotboll, men hade 2015 stått värd för tävlingar i 18 olika sporter samt andra evenemang såsom konserter, parader och corroborees.

## Historia

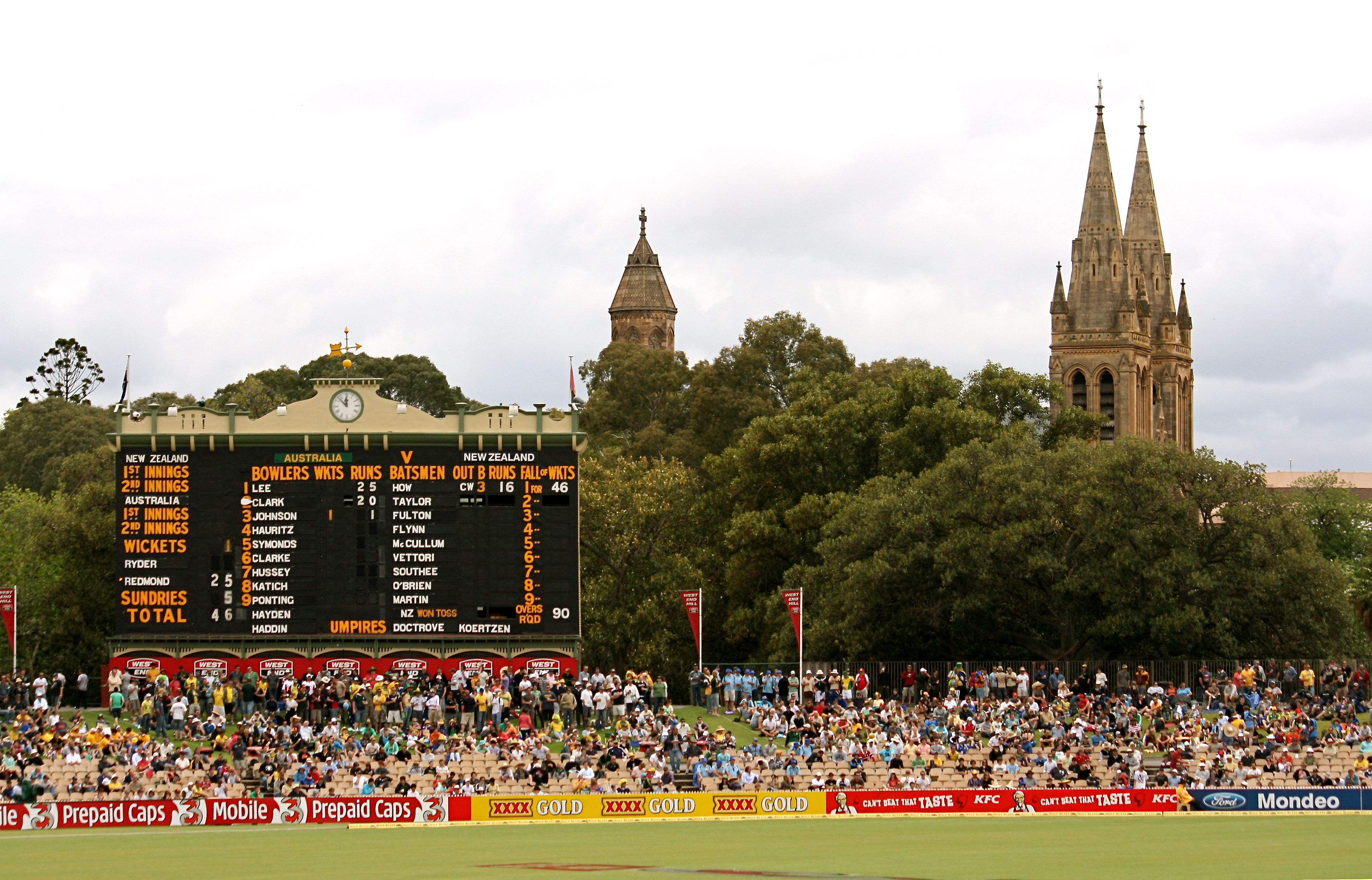
Poängtavlan med magnoliafikusarna och St Peter's Cathedral i bakgrunden.

South Australian Cricket Association grundades den 31 maj 1871 och några veckor senare tilldelades organisationen 12 acres mark av Adelaide City Council att använda som cricketplan.
1882 byggdes en ny medlemsläktare, George Giffen Stand, den ersatte den tidigare träkonstruktionen och varade fram till 2009. Vid sidan av medlemsläktaren byggdes under 1920-talet läktarna Mostyn Evan Stand och Edwin Smith Stand på varsin sida av George Giffen Stand. 1930 byggdes de tre läktarna ut så att kapaciteten ökade till 10 000 sittplatser under tak.
Den edvardianska poängtavlan designades av arkitekten Kenneth Milne och togs i tjänst den 3 november 1911.
1995 inleddes arbetet med att installera indragbar belysning men tekniska och ekonomiska svårigheter resulterade i förseningar. Belysningen hann endast användas till två cricketmatcher i december 1997 innan ett av tornen kollapsade på Saint Patrick’s Day 1998 och två skadade arbetare blev hängande från en kran. Efter en utredning och en juridisk tvist beslutades att permanent belysning skulle byggas, denna stod klar 2000.
2003 färdigställdes två nya läktare och kapaciteten höjdes till 34 000 åskådare.
2009 avsatte South Australias regering 535 miljoner australiska dollar till en renovering och uppgradering av arenan. Den norra kullen med den kulturminnesmärkta poängtavlan från 1911 samt de magnoliafikusar som planterades på 1890-talet behölls.

## Cricket
Den första internationella matchen på Adelaide Oval spelades 1874 mellan South Australia och ett engelskt lag med W. G. Grace som kapten, Graces lag vann med sju wickets.
Den första testcricket-matchen spelades på arenan mellan den 12 och 16 december 1884 och vanns av England med 8 wickets över hemmalaget Australien.
1892 spelades den första Sheffield Shield-matchen mellan South Australia och New South Wales på Adelaide Oval, den vanns av hemmalaget med 57 runs.

## Australisk fotboll

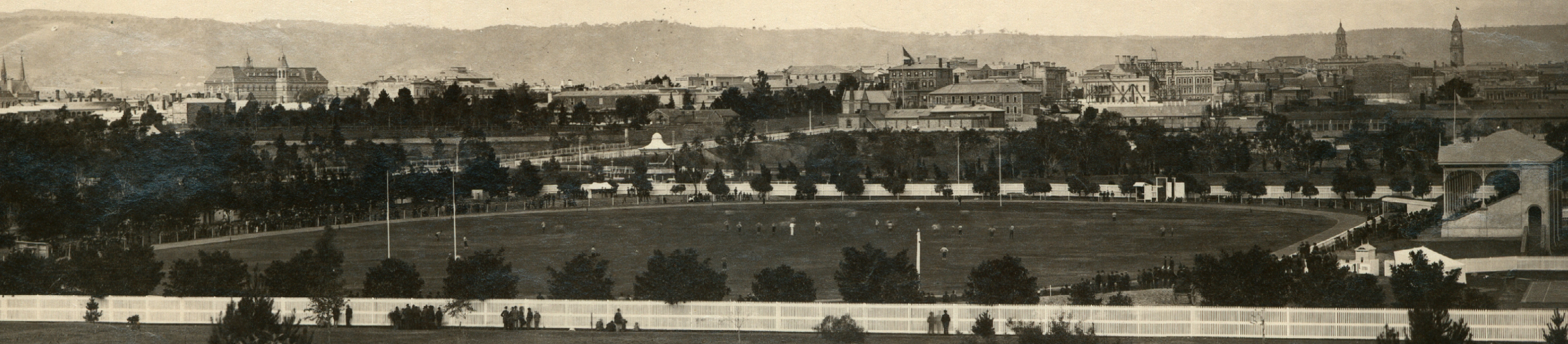
En australisk fotbollsmatch spelas på Adelaide Oval under säsongen 1887.

Australisk fotboll spelades för första gången på Adelaide Oval den 18 augusti 1877 mellan Adelaide och St Kilda. 1885 spelades den första matchen under elektrisk belysning på arenan, Adelaide slog South Adelaide med ett mål och åtta behinds mot åtta behinds inför 8 000 åskådare.
Mellan 1878 och 1973 var Adelaide Oval huvudkontor och hemmaplan för South Australian National Football League innan de lämnade arenan för nybyggda Football Park 1974. I mars 2014 återkom sporten till Adelaide Oval då South Australias båda AFL-lag började använda arenan som hemmaplan efter renoveringen.

## Övriga sporter

### Cykelsport

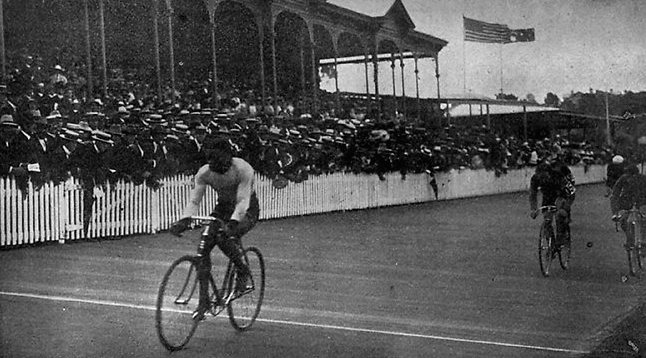
Den förste svarte världsmästaren i cykling Marshall 'Major' Taylor tävlade på Adelaide Oval 1903. Han vann 11 lopp och tog tre andraplaceringar på totalt 14 lopp.

De första cykeltävlingarna hölls på Adelaide Oval den 10 april 1882 under en idrottsfestival arrangerad av Caledonian Society, en festival som noterade ett publikrekord på mellan 14 000 och 15 000 besökare.
En cykelbana med staket byggdes på Adelaide Oval 1900. I och med att staketen flyttades till insidan av asfalten 1911 kunde cykeltävlingar inte längre hållas på arenan.

### Rugby League
Den Sydneybaserade klubben St. George Dragons spelade en hemmamatch per år på Adelaide Oval mellan 1991 och 1995. Adelaide Rams grundades 1995 i syfte att spela i Super League, en tävling som hölls parallellt med rivaliserande Australian Rugby League under 1997. Lagets första match spelades mot Hunter Mariners inför en publik på 27 435 åskådare på ett utsålt Adelaide Oval, publiksnittet förblev högt under säsongen med cirka 16 000 åskådare per match. Rams spelade även säsongen 1998 i NRL men lades ned efter dennas slut.
Efter att Rams lades ned har NRL-lag gästat Adelaide Oval vid ett antal tillfällen, 2010 och 2011 spelades matcher mellan Canterbury-Bankstown Bulldogs och Melbourne Storm och 2017 återvände Storm för att denna gång möta Sydney Roosters i en match som Roosters vann med 25-24 på övertid. Den första State of Origin-matchen att spelas i South Australia någonsin kommer att äga rum på Adelaide Oval under 2020.

### Rugby Union
Den 16 juli 1888 spelades en rugby union-match mellan ett engelskt lag och ett lag representerandes South Australia. De gästande engelsmännen vann med 28-3 inför cirka 3 000 åskådare på Adelaide Oval.
Under världsmästerskapet 2003 spelades två matcher på arenan, i den första slog Australien Namibia med 142-0, den följande kvällen spelades en betydligt jämnare match där Irland vann över Argentina med 16-15.

### Tennis
Adelaide Lawn Tennis Club grundades 1878 och spelade matcher på Adelaide Oval. 1910 hölls Australasiatiska mästerskapen, föregångaren till Australian Open, för första gången på arenan och tävlingen vanns av Rodney Heath. Turneringen återvände till Adelaide Oval 1920 och vanns då av Pat O'Hara Wood.

## Andra evenemang
Två corroborees anordnades 1885 och lockade stor publik, enligt uppskattning så många som 20 000 den första kvällen.

### Konserter
Fleetwood Mac blev den första av många kända grupper och artister att spela på Adelaide Oval 1977, och året därpå gjorde David Bowie sin första konsert på södra halvklotet på arenan.
I mars 2017 gav Adele en konsert på Adelaide Oval som lockade 70 000 åskådare, ett publikrekord både för arenan och för konserter i South Australia.